# Калчева
Ка́лчева — село Василівської сільської громади у Болградському районі Одеської області, Україна. Населення становить 3483 осіб.

## Географія
Село Калчева розташоване у південній частині Бессарабії, за 28 км від районного центру, міста Болград. Межує з селами Кубей, Василівкою, Баннівкою, Голицею, Оріхівкою. Загальна площа — 8238 га.

## Історія
В результаті російсько-турецької війни 1806—1812 років Російською імперією захоплені землі між Прутом та Дністром і їм дана назва Бессарабія. Татари та ногайці що населяли південну частину Бессарабії, були виселені до Криму. Величезні степові простори спустіли. Російський царат прагнув освоїти нові землі за рахунок іноземної колонізації.
У 1809 році почалося переселення. Основна маса переселенців прибула з Болгарії. Царський уряд надав переселенцям ряд пільг: відвів їм землі, болгари звільнялися від військової повинності, на декілька років звільнялися від сплати податків та ін. Після російсько-турецької війни 1828—1829 р. переселення болгар до Російської імперії зростає. 
На початку другої половини XIX століття, за 7 кілометрів від Кубея заселилося п'ять хуторів. В основному це були болгарські жителі м. Болграда, які шукали нових земель для випасу великих отар овець та втекли з міста Болграда після невдалої для Російської імперії Кримської війни 1853—1856 р.р. з Османською імперією.
За Паризьким мирним договором від 6 березня 1856 року частина Бессарабії по Траяновому Валу була повернена Османській імперії та включена до Об'єднаного князівства Волощини і Молдови, яке було під османським протекторатом. Тим самим колоністи втратили пільги і привілеї, що були даровані царем. 
Почався призов колоністів на військову службу Валахії. Колоністи, висловлюючи свою невдоволення, зібралися на площі в центрі Болграду. За наказом волоського генерала Гана їх почали бити, вимагаючи видати організаторів цих зборів. Десятий з допитуваних не витримав знущань і назвав Дмитра Каназирського і Калчо Мінкова (за інш. джерелами Янко Кальчев). Коли викликали заколотників до Гани, він побачив на шиї Дмитра Каназирського срібну медаль на Аннинській стрічці «За спорудження на річці Ялпуг кам'яного моста і фонтану в місті Болграді, а також за поліпшення скотарства і тонкошерстої породи овець», а в Калчо Мінкова — «За справне забезпечення поштових станцій». Це врятувало їх від розправи. Після цього болгарські сім'ї стали переселятися за Траяновий Вал в урочища «Три гираня» (три колодязі), Катлабух, Карайванське, у кишлах. (Кишла в перекладі з тюркського означає стійбище, зимівля для худоби. На болгарському — мушия.)
Це селище отримало статус села в 1861 році, коли всі сім'ї влаштувалися в розгалуженні річки Ташбунар, що за 10 км від Російської карантинної станції в с. Кубей. Першим старостою села був Калчо Мінков. Він в 1857 р. зібрав жителів усіх старих хуторів і вирішено було об'єднати всі хутори в одне село. На цьому сході були присутні Іван Миколайович Плачков, Дмитро Деревенський, Микола Банков, Даніл Окулаш, Дмитро Касим — перші жителі хуторів. Назву селу вирішили дати Калчево, на честь Мінкова.
До 1861 р. село в основному було заселене. Всього налічувалося 330 дворів. Жителі села займалися скотарством і землеробством. Знаряддя праці — дерев'яні плуги. Сіяли ярові — пшеницю, жито, ячмінь. Після об'єднання хуторів в село Калчево Калчо Мінков збирав податки. Розбагатівши на махінаціях і обмані як місцевих жителів, так і уряду, Мінков був викритий і звільнений з посади старости. Він переїхав на проживання до Кишинева. За заслуги на його честь названа одна з вулиць центру міста поряд з ринком — Мінковська (зараз — вулиця Болгарська).
Станом на 1886 рік у болгарській колонії Кубейської волості мешкало 1470 осіб, налічувалось 169 дворових господарств, існували молитовний будинок, школа, 2 крамнички.
У 1870 р. на сході села був вибраний старостою села Дмитро Іванович Бундєв. Під його керівництвом у селі в 1878 р. почали будувати церкву. В 1882 р. будівництво церкви Свята-Архангела-Міхаїла [Архівовано 24 травня 2013 у Wayback Machine.] закінчене. Вона стоїть і до цього дня. Перший священик — Філіпп Бошняк, дяк — Василь Тузлов, паламар — Петро Юрков.
В різний час старостами були:

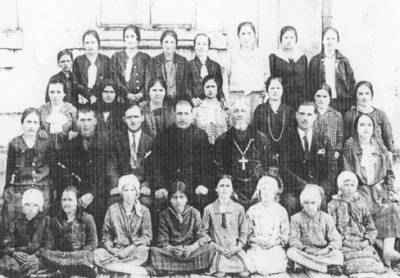
Церковний хор села, 1932 рік.

- Пельтек М. Н. (Мішо Николов), при ньому побудована двокласна школа;
- Аджійський В. Н.;
- Тропанец Д. С. (був членом румунського парламенту, відрізнявся мудрістю, приймав зважені рішення).
- Тропанец І. Д.;
- Тропанец С. Д. і ін.

Більшість жителів села були неписьменними. Школа була побудована в 1870 р. Перший випуск трирічньої школи закінчили 80 дітей, у тому числі лише двоє дівчат.
За переписом 1897 року кількість мешканців зросла до 1982 осіб (1053 чоловічої статі та 929 — жіночої), всі — православної віри.
Основні роди, які заселяли село Калчева: Абажер, Аврамови, Автовські, Аджійські, Арнаут, Асийські, Бакалови, Бачур, Бербер, Богданови, Братанови, Бундєви, Веліксар, Вітковські, Гиневські, Гречанли, Деревенські, Докови, Драгушан, Дулови, Желяскови, Іванюк, Іоржеви, Йоргови, Кальчеви, Камбур, Каназирські, Кара, Карагуца, Касим, Касап, Кіосе, Кісевські, Кічук, Ковальжі, Кондови, Кружкови, Кулаксиз, Кустурови, Маврови, Македонські, Макавей, Марков, Матан, Міневські, Найденські, Нейковські, Ніколови, Нотевські, Околаш, Пельтек, Пеньковські, Пенчеви, Перелі, Перовські, Петрови, Пец, Піркови, Плачкови, Плукчі, Райнови, Ромалійські, Ряпови, Сарабейські, Сарсак, Смірнови, Скульські, Степанови, Ташеви, Терзі, Тіторови, Топови, Тропанец, Хаджіогло, Фарима, Шульови, Штирбулови, Чебан, Чекал, Яніш. Були й австрійські піддані Меклеуш, Корна та ін.
У селі два кладовища. У північно-західній околиці села (за два кілометри від центру), яку заселяли гагаузи Іоржеви, Околаш та ін., вони утворили своє кладовище, а в південно-східній частині села розташоване болгарське. Згодом відбулася асиміляція гагаузів з болгарами.
Після визвольної війни 1877—1878 рр., у якій брали участь як ополченці, так і калчевці, колонії по Траяновому Валу були повернені Росії. Закінчились терміни надання пільг для колоністів. Зміцніли господарства, на пустирях замість землянок зведені будинки. Почався призов у Царську армію. Багато хто служив при Царському дворі, брали участь у Російсько-японській війні 1904—1905 рр. (загинуло 2 особи), Першій світовій війні 1914—1918 рр. (загинуло 74 особи, жителі села на їх честь спорудили пам'ятник).
В січні 1918 року село окуповане румунами. Навчання у школі велося румунською мовою, застосовувалася палична дисципліна. Жандарми за щонайменшу провину били селян, займалися поборами.
28 червня 1940 року радянські війська захопили Бессарабію. За указом Президії Верховної Ради СРСР почато розкуркулення. Першими в райони Крайньої Півночі вислані сім'ї Тропанца Д. С., Степанових. У село повернувся лише Д. С. Тропанец, йому дозволено було повернутися в село.
У червні 1941 року село окуповане німецько-румунськими військами. Перших комсомольців Петрова Ф. К., Кичука Г. Г., Касим І. П., Перелі Г. І. жандарми били за партійну приналежність. Примар (голова) Тропанец С. Д., батько якого знаходився в засланні в районах Крайньої Півночі з літа 1940 років, сказав жандармам: «Це діти наших хліборобів, і вони попали в такий час, ми не знаємо, які часи ще нас чекають». З тих пір їх більше не били. Це — зі слів вдячних Петрова Ф. К., Касим І. П.
За період «другої Румунії», тобто 1941—1944 г.г. були ті ж порядки, про які калчевці не згадують добрим словом, оскільки за період з 1918—1940 рр. і з 1941—1944 рр. закінчити Болградську гімназію [Архівовано 1 листопада 2016 у Wayback Machine.], а згодом Празький університет вдалося лише трьом калчевцям, а за період радянської влади вищі навчальні заклади змогли закінчити близько 100 осіб, не рахуючи технікумів, педагогічних і медичних, а також професійно-технічних училищ на безкоштовній основі.
З приходом радянської влади в 1944 році організовано колективно-господарське виробництво, що дозволило різко збільшити виробництво сільськогосподарської продукції і сировини, необхідних для забезпечення трудівників індустріальних регіонів. Неврожай 1946—1947 г.г. викликав голод, про який старожили не хочуть згадувати.
У 1947 році відкрито першу лікарню, у 1948 — бібліотеку.
Після 1950 року різко підвищується народжуваність у селі, зменшується смертність, оскільки безкоштовна медицина дала свої позитивні результати. За переписом 1979 р. тут налічувалося 4150 жителів, переважну більшість яких складали болгари. Проте незабаром населення села з відомих причинах стало зменшуватися. У 1989 р. тут жило вже лише 3767 осіб. Населення села станом на 01.01.2007 роки становить 3483, у тому числі жінок − 1931, чоловіків — 1552.
На території села налічується 1103 житлові будинки. Загальна протяжність вулиць і провулків становить 18,9 км. Діють такі підприємства: МСК «Калчево» та ТОВ «Агротехсервіс», що займаються вирощуванням сільськогосподарської продукції, ПП «Колос» (Касим А. А.), що займається виробництвом і реалізацією хлібобулочних виробів. Зареєстровані 23 фермерські господарства. Діє загальноосвітня школа І-ІІІ рівнів, будинок культури, сільська амбулаторія, дитячий ясла-садок.
Площу земель сільської ради становить 8491 га, у тому числі територія населеного пункту — 407,7 га.
12 червня 2020 року, відповідно до Розпорядження Кабінету Міністрів України від № 724-р «Про визначення адміністративних центрів та затвердження територій територіальних громад Одеської області», увійшло до складу Василівської сільської територіальної громади.
19 липня 2020 року, в результаті адміністративно-територіальної реформи і ліквідації Болградського (1940  – 2020) району, село увійшло до складу новоутвореного Болградського району.

## Населення
Згідно з переписом 1989 року населення села становило 3748 осіб, з яких 1853 чоловіки та 1895 жінок.
За переписом населення 2001 року в селі мешкало 3519 осіб.

### Мова
Розподіл населення за рідною мовою за даними перепису 2001 року:
| Мова       | Відсоток |
| ---------- | -------- |
| болгарська | 94,17 %  |
| російська  | 2,43 %   |
| українська | 1,73 %   |
| гагаузька  | 0,93 %   |
| молдовська | 0,48 %   |
| білоруська | 0,06 %   |
| польська   | 0,03 %   |

## Герб і прапор
20 листопада 2011року на святкуванні 150-ї річниці заснування села Калчева в урочистій обстановці були вручені державна символіка с. Калчева — герб і прапор [Архівовано 4 березня 2016 у Wayback Machine.].
Овен (Баран) — в образі барана поєднується символіка плодючості й жертовності. 

Овен пов'язується з сонцем і родючістю, а також є уособленням творчої і первозданної сили природи. Золотий тілець у храмах Ізраїлю (після поділу царств) символізував присутність Бога, подібно херувимам в юдейських храмах Єрусалиму. У ряді традицій баран виступає як уособлення добра (як жертовна тварина), багатства (як джерело шерсті), а також весни і світанку: коли сонце входить у сузір'я Овна (21 березня), починається весна, до того ж це день рівнодення. Христос як агнець Божий підкреслює жертовний, спокутний характер образу барана. Золоте руно виступає як символ найвищої цінності (згідно з античним міфом). Спочатку золоте руно шанувалося як символ родючості та добробуту. Оскільки вівця є уособленням невинності, а золото трактується як образ вищої духовності, похід аргонавтів за золотим руном розуміється як набуття величі духу за допомогою очищення душі.
Виноград — символіка винограду і вина перехрещується. 

За свою властивість п'янити вино вважалося засобом екстатичного спілкування з богами. Згідно з міфами Стародавньої Греції в жилах бога виноробства та виноградарства Діоніса (Вакха або Бахуса) текло вино, що викликає асоціації як зі смертю, так і з вічним життям. У християнстві вино хоча і символізує кров Христа і жертовність, але в той же час уособлює юність, життя і безсмертя. У багатьох культурах вино служить символом божественної любові, мудрості та істини (in vino Veritas — «істина у вині»). Початок вирощування винограду був пов'язаний з переходом людини до осілості, розвитком землеробства. Тому виноград часто асоціюється з розміреним способом життя, постійністю і достатком. Виноград і хліб — це результат копіткої роботи хлібороба, вони вважалися особливим подарунком богів людям. Виноград був символом родючості, радості життя і молодості. Стародавні євреї вважали вино напоєм Бога. У Старому Завіті містяться відомості про те, що Яхве сам наказав Мойсеєві приносити йому в жертву вино, а також пити його на Пасху під час святкової трапези.
Пшениця — злакові культури пшениця, жито, кукурудза. 

Будучи головними злаками, пшениця, жито і кукурудза мають загальнолюдський символізм землеробства, природної родючості та врожаю. Оскільки пшеницю сіють, вирощують, а потім жнуть, вона може означати цикл народження, життя і смерті, а також відродження. Пшениця уособлювала єгипетську богиню-матір, воскресіння Осіріса, а в християнстві — Христа. У християнській традиції, поряд з виноградом, пшениця (основний інгредієнт хліба) асоціюється з Євхаристії (причастя) і може бути уособленням Діви Марії в її іпостасі Богоматері. У геральдичному мистецтві сніп пшениці іноді використовується як емблема пекарів. За традиціями деяких західних народів, наприкінці жнив у кухнях на фермах вішають житню ляльку, що уособлює дух жита, щоб зробити майбутні роки врожайними.
Мішок (не порожній) — символ матеріального добробуту, багатства і торгівлі.

## Відомі мешканці
- Аврамов Іван Іванович — почесний консул республіки Болгарія в Донецькій, Луганській і Запорізькій областях.
- Касап Іван Федорович — кандидат технічних наук.
- Кіосе Василь Васильович (1925—1993) — диригент, лауреат Національної премії України імені Тараса Шевченка.
- Кустуров Володимир Іванович — видатний лікар;
- Степанов Семен Михайлович — доктор фізико-математичних наук.

В кінці жовтня 2009 р. в Одесі в Болгарському культурному центрі відбулася презентація книги про село Калчева С. Топалової «Говорът на село Калчево Болградско, Бесарабия. Речник».

## Пам'ятники
21 січня 2021 року демонтовано пам'ятник Леніну силами місцевої влади.